# Centre de la gravure et de l'image imprimée
 (janvier 2023).
Le Centre de la Gravure et de l'Image imprimée de la Fédération Wallonie-Bruxelles est un musée consacré à la gravure et à l'estampe de la seconde moitié du XXème siècle jusqu'à nos jours, fondé en 1988 à La Louvière (Belgique).

## Histoire du lieu
Le Centre de la gravure et de l'image imprimée, situé rue des Amours à La Louvière, bien qu'actif dès 1984, est inauguré en 1988, puis rénové et agrandi à partir de 2009 de près de 1 000 m2. Le premier directeur est André Balthazar, auquel succède en 1995 Catherine de Braekeleer. En 2020 c'est Emmanuel Lambion qui prend la direction du Centre puis Christophe Veys en 2022.
Le bâtiment originel date du début du xxe siècle, devenu tout à tour une piscine (très brièvement), puis une usine et enfin une série d'échoppes.
Le nouveau bâtiment a obtenu en juin 2013 le prix des Musées.
La collection du Centre se compose de plus de 16.000 estampes et affiches de 2421 artistes contemporains belges et internationaux. On compte aussi près de 1 000 livres d’artistes et portfolios, ainsi qu'une bibliothèque de plus de 11 000 ouvrages spécialisés.
Depuis 1989, le Centre remet annuellement le « Prix de la gravure et de l'image imprimée » à des artistes pratiquant l'art de la gravure. La première lauréate fut Kikie Crêvecœur.

## Liste des expositions
| Dates             | Titre                                                                | Type        | Artiste(s) |
| ----------------- | -------------------------------------------------------------------- | ----------- | --- |
| 2025.06 ↓ 2025.11 | Brecht Evens est pressé 10 ans d’estampes                            | Intra‑muros | Brecht Evens |
| 2025.01 ↓ 2025.05 | Des ailes pour l’estampe                                             | Intra‑muros | - Zhu Tian Meng |
| 2025.01 ↓ 2025.05 | Celles & Ceux de Marchoul                                            | Intra‑muros | - Anne Wolfers |
| 2024.11 ↓ 2024.12 | 33ᵉ Prix de la Gravure                                               | Concours    | - Raphaël Wu |
| 2024.01 ↓ 2024.06 | Leurs goûts pour l’estampe                                           | Intra‑muros | - Pierre Alechinsky - Kenneth Alfred - Curt Asker - Pol Authom - Philippe Baudelocque - Christiane Baumgartner - Glen Baxter - Gabriel Belgeonne - Anna Boch - Martha Boto - Louise Bourgeois - Robert Brandy - Tom Breynaert - Sylvain Bureau - Pol Bury - Pierre Caille - Gustave Camus - Alán Carrasco - John Carter - Roby Comblain - Sara Conti - Guillaume Corneille - Kikie Crèvecoeur - Massimo Danielis - Olivier Debré - Delphine Deguislage - Jo Delahaut - Emmanuel De Meulemeester - Olivier Deprez - Lucien De Roeck - Elisabeth De Saedeleer - Camille De Taeye - Antoine Detaille - Brieuc Dufour - Camille Dufour - Emelyne Duval - Marc Eemans - Luc Etienne - Mounir Fatmi - Marion Fayolle - Robert Filliou - Leonor Fini - E. Flevaris - Bernard Gaube - Clémence Godier - Laurence Gonry - David Goodis - Rémy Hans - Emma Hardat - Habib Harem - Hans Hartung - Hell’O Collective - Quentin Hornez - Silja Hubert - Donald Judd - Jean Jullien - Nestor Junior - Pascale‑Sophie Kaparis - Thierry Lenoir - Leslie Leoni - Jean‑Pol Lété - Miller Levy - François Liénard - Jacques Lizène - Laura Loriers - Baudouin Luquet - David Lynch - Gustave Marchoul - Jean‑Pierre Maury - Paul McCarthy - Billie Mertens - Benjamin Monti - Charlotte Morineau - Hiroki Otsuka - Panamarenko - Etienne Panier - Carlos Pazos - Frédéric Penelle - Giuseppe Penone - Françoise Pétrovitch - Marina Philippart - Anne‑Emilie Philippe - Jean‑Pierre Pincemin - Jean‑Pierre Ransonnet - Christian Rolet - Félicien Rops - Marie Rosen - Francis Schmetz - Maria Seghers - Kiki Smith - Nedko Solakov - Sandro Somarè - Thierry Tillier - Gérard Titus‑Carmel - Jacques T’Kindt - Luc Tuymans - Edgard Tytgat - Mathieu Van Assche - Philippe Vandenberg - Luc Van Malderen - Dan Van Severen - Bram Van Velde - Nicolas Venzi - Chantal Vey - Pep Vidal - Jacques Villeglé - Bernard Villers - Lionel Vinche - Taf Wallet - Léon Wuidar |
| 2022.10 ↓ 2023.03 | Corneille au fil de la joie                                          | Intra‑muros | Guillaume Corneille |
| 2024.01 ↓ 2024.06 | Dire Merci : Jacqueline Cigrang                                      | Intra‑muros | - Wou‑Ki Zao |
| 2024.01 ↓ 2024.06 | Nos géantes                                                          | Intra‑muros | - Jose Maria Sicillia |
| 2023.12 ↓ 2023.12 | 32ᵉ Prix de la Gravure                                               | Concours    | - Raphaël Wu |
| 2022.10 ↓ 2023.03 | Pol Bury Va‑et‑vient                                                 | Intra‑muros | Pol Bury |
| 2022.10 ↓ 2023.03 | 31ᵉ Prix de la Gravure                                               | Concours    | - Sofie Vangor |
| 2022.10 ↓ 2023.03 | La Louvière 2050 Des nouvelles de l'avenir                           | Lien        | Étudiants de ARTS² |
| 2023.01 ↓ 2023.03 | Marina Philippart                                                    | La Vitrine  | Marina Philippart |
| 2022.10 ↓ 2023.01 | Quentin Hornez                                                       | La Vitrine  | Quentin Hornez |
| 2022.06           | Le Visage de La Louvière                                             | La Vitrine  | - Thibaut Bellon - Vincenzo Chiavetta |
| 2022.04 ↓ 2022.07 | Archetype Canon                                                      | Intra‑muros | Delphine Deguislage |
| 2022.04 ↓ 2022.07 | QUI WHO ÊTES ARE VOUS les Louviérvoix ?                              | Intra‑muros | Eleni Kamma |
| 2022.04 ↓ 2022.07 | La stagione dell’amore                                               | Intra‑muros | Denicolai & Provoost |
| 2021.12 ↓ 2022.02 | 30ᵉ Prix de la Gravure                                               | Concours    | - Nicole Zbierski |
| 2021.11 ↓ 2022.02 | Lines & Tracks Affiches ferroviaires et design graphique en Belgique | Intra‑muros | - B.M. Wirtz |
| 2021.11 ↓ 2022.02 | Bye Bye His-Stroy Chapter 5050                                       | Intra‑muros | - Lois Weinberger |
| 2022.04 ↓ 2022.07 | 9ᵉ Concours d'Images Numériques L'espace                             | Concours    | Étudiants de Fédération Wallonie‑Bruxelles |
| 2020.06 ↓ 2021.01 | Jean Dubuffet Le preneur d’empreintes                                | Intra‑muros | Jean Dubuffet |
| 2020.06 ↓ 2020.11 | Tralala l'art                                                        | Intra‑muros | - Jean-Michel Alberola - Pierre Alechinsky - Mario Avati - Marcel Broodthaers - Pol Bury - Claude Closky - Paul Cox - Kikie Crêvecoeur - Jo Delahaut - Emmanuel De Meulemeester - France de Ranchin - Marine Domec - Corinne Dubus - Michel François - Josse Goffin - Anthony Hill - Ton Jageneau - Enzo Mari - Jean-Pierre Maury - Agathe May - François Morellet - Jean-François Octave - Jean-Claude Salemi - Mayumi Otero - Toni Pecoraro - Françoise Pétrovitch - Antonio Seguí - Raphaël Urwiller - Luc Van Malderen - Jean Verbrugge - Léon Wuidar |
| 2019.10 ↓ 2020.02 | Kiki Smith Entre chien et loup                                       | Intra‑muros | Kiki Smith |
| 2020.12 ↓ 2021.01 | 29ᵉ Prix de la Gravure                                               | Concours    | - Francesco Agnelli - Naïla Akli - Céline Bataille - Robin Beauvais - Priscilla Beccari - Sarah Behets - Marjorie Bonnet - Tom Breynaert - Collectif Confuse·s - Collectif Hashët - Chloé Coomans - Roman Couchard (mention spéciale) - Alexia Creusen - Elisabeth Creusen - Tristan Cuttaïa - Floriana Da Silva - Paul de Toytot (lauréat) - Céline Dévinat - Samuël Dionkre - Thomas Diot - Hélène Drenou - Maria Dukers - Sophie Duquesne - Mathias Greenhalgh - Morgane Griffoul - Guillaume Hoedt - Alix Hubermont - Audrey Ickx - Denitsa Ilcheva - Hugo Janin - Laurie Joly - Julia Lebrao Sendra - David Maurissen - Nicolas Mayné - Juliet Merie - Simon Outers - Fanny Peyratout - Sébastien Reuzé - Lucas Roman - Vitalia Samuilova - Alexis Sondag - Dominique Stallone - Christophe Suzanne - Frédérique Targez - Zoé Van der Haegen - Océane Vallot (mention spéciale) - Raphaël Van Lerberghe - Olivier Van Uffel - Camille Vanderveken - Sophie Vangor - Cécile Vanneste - David Vieutemps - Aurélie Vink - Daniela Wayllace - Frédéric Wieme - Laure Winants - Yonghi Yim - William Van Straten |
| 2019.10 ↓ 2020.02 | Bientôt déjà hier Métamorphose et écoulement du temps                | Intra‑muros | - Christiane Baumgartner - Carole Benzaken - Edouard Boyer - Kévin Britte - Pierre Buraglio - Balthazar Burkhard - Sophie Calle - Sylvie Canonne - Christian Carez - Jean Clareboudt - Kikie Crêvecœur - Anne De Gelas - David De Tscharner - Jean Dubuffet - Susumu Endo - Michel François - Carsten Höller - Christian Jaccard - Ingrid Ledent - Urs Lüthi - Takesada Matsutani - Agathe May - Muriel Moreau - Tetsuya Noda - Marc Octave - Roman Opalka - Anne-Emilie Philippe - Sandra Plantiveau - José Maria Sicilia - Maja Spasova - Luc Tuymans - Thierry Wesel |
| 2019.10 ↓ 2020.02 | 28ᵉ Prix de la Gravure                                               | Concours    | - Carole Wilmet & Nicolas Venzi |
| 2020.12 ↓ 2021.01 | 8ᵉ Concours d'Images Numériques Les murs                             | Concours    | Étudiants de Fédération Wallonie‑Bruxelles |
| 2018.10 ↓ 2019.03 | 27ᵉ Prix de la Gravure                                               | Concours    | - Lisa Sibillat |
| 2018.10 ↓ 2019.03 | Chroniques                                                           | Intra‑muros | - Thierry Lenoir - Daniel Nadaud - Frédéric Penelle |
| 2018.04 ↓ 2018.09 | Françoise Pétroitch À vif                                            | Intra‑muros | Françoise Pétrovitch |
| 2018.04 ↓ 2018.09 | Overpr!nt Ag!tate Act!vate                                           | Intra‑muros | - Jean Pierre Muller - Printmaking Union - Leigh Clarke |
| 2016.09 ↓ 2017.01 | Shakespeare à la folie                                               | Intra‑muros | - Michal Batory - Anthon Beeke - Tomasz Bogusławsky - Michel Bouvet - Helmut Brade - Helmut Feliks Büttner - Jerzy Czerniawski - Anke Feuchtenberger - Karl Domenic Geissbühler - Mieczycłlaw Górowski - Grapus - Erhard Grüttner - Eriko Hasumi - Sebastian Kubica - Patrice Junius - Yann Legendre - Jan Lenica - L’ubomír Longauer - Jean-Marie Mahieu - Holger Matthies - Karel Míšek - Marcin Mroszczak et Andrzej Krauze - Rolf Felix Müller - Marian Nowiński - Andrzej Pagowski - Mirosław Pawłowski - Kari Piippo - Péter Pócs - Jacques Richez - Vladisla Rostoka - Wiktor Sadowski - Jan Sawka - Ralph Schraivogel - Lanny Sommese - Franciszek Starowieysky - Eugeniusz Stankiewicz - Monika Starowicz - Eidrigevičius Stasys - Waldemar Świerzy - Rosław Szaybo - Henryk Tomaszewski - Bruno Théry - Maciej Urbaniec - Wiesław Wałkuski - Janusz Leon Wiśniewski |
| 2017.06 ↓ 2017.11 | Pierre Alechinsky Les palimpsestes                                   | Intra‑muros | Pierre Alechinsky |
| 2017.02 ↓ 2017.05 | Encore sous pression Atelier Michael Woolworth, Paris                | Intra‑muros | - Michael Woolworth - Carole Benzaken - Stéphane Bordarier - Mélanie Delattre‑Vogt - Marc Desgrandchamps - Jim Dine - Brecht Evens - Philippe Favier - Frédérique Loutz - Pierre Mabille - Roberto Matta - William MacKendree - Jean François Maurige - Jean‑Michel Othoniel - Stéphane Pencréac’h - Jaume Plensa - José Maria Sicilia - Djamel Tatah - Barthélémy Toguo |
| 2017.02 ↓ 2017.05 | 6ᵉ Concours d'Images Numériques Bouge-toi pour ta planète            | Intra-muros | Étudiants de Fédération Wallonie‑Bruxelles |
| 2017.12 ↓ 2018.03 | 26ᵉ Prix de la Gravure                                               | Concours    | - Yonghi Yim |
| 2016.09 ↓ 2017.01 | 25ᵉ Prix de la Gravure                                               | Concours    | - Frédéric Wieme |
| 2017.12 ↓ 2018.04 | Damien Deroubaix Hier vloekt men niet                                | Intra‑muros | Damien Deroubaix |
| 2017.12 ↓ 2018.04 | Anne-Émilie Philippe biennale Watch this space 9                     | La Vitrine  | Anne-Émilie Philippe |
| 2017.12 ↓ 2018.04 | Concours d’affiches pour le carnaval de la Louvière                  | Concours    | Artistes de la région de La Louvière |
| 2017.02 ↓ 2017.05 | Œillade #1                                                           | La Vitrine  | - Yonatan Vinitsky |
| 2016.03 ↓ 2016.08 | Illustre !                                                           | Intra-muros | - Catherine Wilkin |
| 2016.03 ↓ 2016.08 | Les Éditions Tandem                                                  | La Vitrine  | - Lionel Vinche |